# Qualifications du Championnat d'Europe masculin de volley-ball 2013
Les qualifications pour le championnat d'Europe de volley-ball masculin 2013 ont eu lieu de mai 2012 à mai 2013

## Formule[1]
Le premier tour prévoit une élimination directe entre dix pays par match aller-retour : les qualifiés seront les vainqueurs des deux matchs ou dans le cas d'une victoire chacun celui qui a le meilleur rapport sets gagnés et sets perdus.
Le deuxième tour sera composés de 6 groupes de quatre équipes : la formule est celle de la ronde ou toutes les équipes se rencontrent en match aller/retour. L'équipe gagnante se voit accorder deux points, tandis que le perdant à un point, à la fin de tous les matchs le premier du classement accède directement au Championnat d'Europe et le deuxième au barrage avec le deuxième d'un autre groupe. Dans le cas d'une égalité celui qui a le meilleur rapport sets gagnés et sets perdus est qualifié.
Le troisième tour (barrages) prévoit une élimination directe entre les deuxièmes par match aller-retour : les qualifiés seront les vainqueurs des deux matchs ou dans le cas d'une victoire chacun celui qui a le meilleur rapport sets gagnés et sets perdus.

## Premier tour

### Équipes qualifiées pour le second tour
- Roumanie
- Israël
- Grande-Bretagne
- Croatie
- Suède

## Second tour
| Groupe A                                                                     | Groupe B                                                     | Groupe C                                                              | Groupe D                                                     | Groupe E                                                    | Groupe F                                                  |
| ---------------------------------------------------------------------------- | ------------------------------------------------------------ | --------------------------------------------------------------------- | ------------------------------------------------------------ | ----------------------------------------------------------- | --------------------------------------------------------- |
| Sites : Vila do Conde et Ankara Turquie Portugal Biélorussie Grande-Bretagne | Sites : Courtrai et Tallinn Estonie Belgique Pays-Bas Israël | Sites : Vienne et Ostrava Tchéquie Autriche Macédoine du Nord Croatie | Sites : Trikala et Vantaa Finlande Grèce Monténégro Roumanie | Sites : Kharkov et Maribor Slovénie Allemagne Ukraine Suède | Sites : Szeged et Jelgava France Espagne Lettonie Hongrie |

### Poule A

#### Classement
| # | Équipe          | Pts | J | G | Gt | Pt | P | Sp | Sc | Ratio | Pp  | Pc  | Ratio |
| 1 | Biélorussie     | 12  | 6 | 3 | 1  | 1  | 1 | 15 | 10 | 1.5   | 571 | 532 | 1.073 |
| 2 | Turquie         | 11  | 6 | 3 | 0  | 2  | 1 | 14 | 11 | 1.273 | 579 | 523 | 1.107 |
| 3 | Portugal        | 9   | 6 | 1 | 3  | 0  | 2 | 13 | 12 | 1.083 | 547 | 559 | 0.979 |
| 4 | Grande-Bretagne | 4   | 6 | 0 | 1  | 2  | 3 | 8  | 17 | 0.471 | 498 | 581 | 0.857 |

### Poule B

#### Classement
| # | Équipe   | Pts | J | G | Gt | Pt | P | Sp | Sc | Ratio | Pp  | Pc  | Ratio |
| 1 | Pays-Bas | 13  | 6 | 3 | 1  | 2  | 0 | 16 | 8  | 2     | 550 | 509 | 1.081 |
| 2 | Belgique | 12  | 6 | 2 | 3  | 0  | 1 | 16 | 9  | 1.778 | 571 | 533 | 1.071 |
| 3 | Estonie  | 9   | 6 | 2 | 0  | 3  | 1 | 12 | 14 | 0.857 | 549 | 572 | 0.96  |
| 4 | Israël   | 2   | 6 | 0 | 1  | 0  | 5 | 4  | 17 | 0.235 | 442 | 498 | 0.888 |

### Poule C

#### Classement
| # | Équipe            | Pts | J | G | Gt | Pt | P | Sp | Sc | Ratio | Pp  | Pc  | Ratio |
| 1 | Tchéquie          | 18  | 6 | 6 | 0  | 0  | 0 | 18 | 1  | 18    | 474 | 364 | 1.302 |
| 2 | Croatie           | 6   | 6 | 2 | 0  | 0  | 4 | 9  | 13 | 0.692 | 477 | 527 | 0.905 |
| 3 | Autriche          | 6   | 6 | 1 | 1  | 1  | 3 | 9  | 15 | 0.6   | 528 | 539 | 0.98  |
| 4 | Macédoine du Nord | 6   | 6 | 1 | 1  | 1  | 3 | 8  | 15 | 0.533 | 473 | 522 | 0.906 |

### Poule D

#### Classement
| # | Équipe     | Pts | J | G | Gt | Pt | P | Sp | Sc | Ratio | Pp  | Pc  | Ratio |
| 1 | Finlande   | 14  | 6 | 4 | 1  | 0  | 1 | 15 | 5  | 3     | 478 | 390 | 1.226 |
| 2 | Grèce      | 10  | 6 | 2 | 2  | 0  | 2 | 12 | 10 | 1.2   | 494 | 468 | 1.056 |
| 3 | Monténégro | 9   | 6 | 2 | 0  | 3  | 1 | 12 | 12 | 1     | 536 | 534 | 1.004 |
| 4 | Roumanie   | 3   | 6 | 0 | 1  | 1  | 4 | 5  | 17 | 0.294 | 394 | 510 | 0.773 |

### Poule E

#### Classement
| 1 | Allemagne | 18 | 6 | 6 | 0 | 0 | 0 | 18 | 2  | 9     | 497 | 401 | 1.239 |
| 2 | Slovénie  | 9  | 6 | 3 | 0 | 0 | 3 | 10 | 10 | 1     | 446 | 433 | 1.03  |
| 3 | Ukraine   | 8  | 6 | 2 | 1 | 0 | 3 | 11 | 12 | 0.917 | 526 | 514 | 1.023 |
| 4 | Suède     | 1  | 6 | 0 | 0 | 1 | 5 | 3  | 18 | 0.167 | 391 | 512 | 0.764 |

### Poule F

#### Classement
| # | Équipe   | Pts | J | G | Gt | Pt | P | Sp | Sc | Ratio | Pp  | Pc  | Ratio |
| 1 | France   | 18  | 6 | 6 | 0  | 0  | 0 | 18 | 3  | 6     | 506 | 432 | 1.171 |
| 2 | Lettonie | 11  | 6 | 3 | 1  | 0  | 2 | 14 | 11 | 1.273 | 571 | 528 | 1.081 |
| 3 | Espagne  | 7   | 6 | 2 | 0  | 1  | 3 | 10 | 14 | 0.714 | 535 | 538 | 0.994 |
| 4 | Hongrie  | 0   | 6 | 0 | 0  | 0  | 6 | 4  | 18 | 0.222 | 428 | 542 | 0.79  |

#### Équipes qualifiées pour le championnat d'Europe
Les équipes directement qualifiées pour le Championnat d'Europe de volley-ball masculin 2013 sont :
- Biélorussie
- Pays-Bas
- Tchéquie
- Finlande
- Allemagne
- France

#### Équipes qualifiées pour les barrages
Les équipes qualifiées pour les barrages sont :
- Turquie
- Belgique
- Croatie
- Grèce
- Slovénie
- Lettonie

## Barrages

### Matchs Retour

#### Équipes qualifiées pour le championnat d'Europe
- Belgique
- Slovénie
- Turquie

## Récapitulatif des équipes qualifiées pour le championnat d'Europe
- Danemark (pays organisateur)
- Pologne (pays organisateur)
- Serbie (Vainqueur Championnat d'Europe de volley-ball masculin 2011)
- Italie (2e Championnat d'Europe de volley-ball masculin 2011)
- Russie (4e Championnat d'Europe de volley-ball masculin 2011)
- Slovaquie (5e Championnat d'Europe de volley-ball masculin 2011)
- Bulgarie (6e Championnat d'Europe de volley-ball masculin 2011)
- Biélorussie
- Pays-Bas
- Tchéquie
- Finlande
- Allemagne
- France
- Belgique
- Slovénie
- Turquie